# Dirección General de Política Económica
La Dirección General de Política Económica (DG POLECO) de España es el órgano directivo del Ministerio de Economía, Comercio y Empresa, adscrito a la Secretaría de Estado de Economía y Apoyo a la Empresa, encargado del análisis y control de la economía española, así como de la propuesta de mejoras de ésta y el análisis que la política económica del Gobierno de la Nación tiene en los diferentes sectores económicos del país.

## Historia
La DG POLECO del Ministerio de Economía se crea en julio de 1977, correspondiéndole el estudio y análisis de las directrices y orientaciones de política económica general para su coordinación con otros departamentos ministeriales, y estructurándose a tales efectos en las subdirecciones generales de Empleo y Producción, de Precios y Rentas, y de Financiación Pública y Privada.
En 1980 se renombra como Dirección General de Política Económica y Previsión al asumir las funciones de la extinta Dirección General de Previsión y Coyuntura. Pasa entonces a estructurarse en las subdirecciones generales de Análisis Coyuntural, de Previsión Económica, de Política de Empleo y de Política de Rentas.
Éstas se vuelven a separar en 1982, asumiendo la DG POLECO el estudio y análisis de las directrices y orientaciones de la política económica general a corto plazo, velar por la coherencia de las políticas económicas sectoriales con la política económica general y apoyar la coordinación de las diferentes políticas sectoriales.
Es con esta última reforma que se le otorgan competencias de asistencia al secretario de Estado en su labor como secretario de la Comisión Delegada del Gobierno para Asuntos Económicos. Para ello, se crea el Secretariado de la Comisión Delegada del Gobierno para Asuntos Económicos integrado en la DG POLECO, con rango de subdirección general. Las otras subdirecciones del órgano eran las subdirecciones generales de Coordinación de Políticas Sectoriales y de Ayudas Estatales y de Coordinación de Política Macroeconómica.
En 1987 el secretariado de la Comisión Delegada pasa a llamarse secretaría técnica y se amplia a una Subdirección General de Economía Laboral. En 1996 asume las competencias de la Dirección General de Defensa de la Competencia y de la Dirección General de Previsión y Coyuntura, llamándose Dirección General de Política Económica y Defensa de la Competencia. En el año 2000, vuelve a adquirir su denominación actual al absorber la Secretaría General de Política Económica y Defensa de la Competencia las funciones sobre competencia y la Secretaría de Estado de Economía aquellas sobre previsión y coyunturas. Estas últimas las recuperará en 2002.
En 2004 se establecerá en gran medida la estructura actual, mediante las subdirecciones generales de Análisis Macroeconómico, de Economía Internacional, de Ordenamiento Jurídico Económico, de Análisis Sectorial, y la secretaría técnica. En 2008 perderá la subdirecciones generales de Economía Internacional y Análisis Macroeconómico al crearse la Dirección General de Análisis Macroeconómico y Economía Internacional. De esta forma, aunque con cambios en las denominaciones de las subdirecciones generales, se establece la actual estructura.
En 2023 se realizaron ligeros cambios que, manteniendo la estructura, reguló algunas competencias que ya venía ejerciendo el órgano relativas al seguimiento del Plan de Recuperación, Transformación y Resiliencia. Asimismo, la propia norma preveía un refuerzo del personal de la Dirección General hasta 2026, debido al aumento de la carga de trabajo en este ámbito.
En febrero de 2024, se le adscribió el Instituto para la Evaluación de Políticas Públicas, heredero de la Agencia de Evaluación y Calidad (AEVAL). Tras la constitución del Consejo de la Productividad de España en el verano de 2024, el titular de esta Dirección General asumió la secretaría del mismo.

## Funciones
La Dirección General ejerce las funciones que le encomienda el artículo 6 del Real Decreto 410/2024, de 23 de abril:
1. El análisis y propuesta de las directrices y orientaciones de la política económica, así como el estudio, elaboración y coordinación de propuestas normativas sobre reformas estructurales con impacto económico
2. El apoyo a la persona titular de la Secretaría de Estado de Economía y Apoyo a la Empresa como Secretario de la Comisión Delegada del Gobierno para Asuntos Económicos (CDGAE), incluyendo la coordinación previa con otros ministerios en lo referido a medidas de especial relevancia, para asegurar que su orientación es coherente con las líneas generales de política económica.
3. La interlocución de España ante la Comisión Europea en el marco del Semestre Europeo y la coordinación del Programa Nacional de Reformas y el seguimiento de la ejecución de las medidas previstas en él, en particular respecto al cumplimiento de las recomendaciones para España de la Unión Europea. A estos efectos, desde la CDGAE se establecerán los procedimientos que garanticen la consistencia entre las prioridades de dotación de fondos para el correspondiente periodo de programación de Fondos Europeos con las medidas de política económica.
4. El seguimiento y coordinación del Plan de Recuperación, Transformación y Resiliencia, en el marco de la política económica general, en especial las medidas de reformas, garantizando la consistencia de las medidas del Plan con las líneas generales de política económica y la coordinación con las medidas incluidas en el Programa Nacional de Reformas y el cumplimiento de las recomendaciones para España de la Unión Europea
5. El seguimiento de las medidas de política económica adoptadas, para valorar su eficacia en el logro de los fines pretendidos. En este contexto, le corresponde también la propuesta de políticas públicas a evaluar y el seguimiento de las conclusiones de dichas evaluaciones Las tareas citadas se realizarán en coordinación con el ministerio sectorial afectado. Cuando se trate de políticas de gasto, las propuestas de evaluación (spending reviews) y seguimiento se realizarán conjuntamente con el Ministerio de Hacienda, previo análisis en la CDGAE.
6. El análisis de la incidencia en la política económica general de las políticas en los ámbitos fiscal y presupuestario, laboral, de protección social, de pensiones, del sistema educativo, del consumo, del sistema judicial y seguridad jurídica ex ante, del derecho societario y del sistema sanitario, así como la participación en la Comisión Interministerial de Precios de Medicamentos. Y, también, la elaboración de estudios, informes y propuestas de actuación en estos ámbitos en coordinación con los ministerios sectoriales competentes.
7. El estudio, análisis e iniciativa de propuestas de reforma de la regulación de las reservas de actividad, las profesiones reguladas y los colegios profesionales.
8. El estudio, análisis y propuesta de las actuaciones dirigidas a mejorar en España el tratamiento de la insolvencia.
9. El impulso y coordinación de las iniciativas orientadas a la mejora del clima de negocios en general, incluyendo especialmente iniciativas orientadas a la creación y crecimiento empresarial, así como de atracción de talento a la economía española, sin perjuicio de la colaboración y coordinación con otros departamentos ministeriales competentes. También le corresponde la formulación de propuestas para su reforma e informe de las presentadas por otros departamentos, así como la representación internacional del Reino de España en este ámbito
10. La vigilancia de la coherencia de las políticas económicas sectoriales con la política económica general, apoyando la coordinación de las diferentes políticas sectoriales.
11. El análisis y la elaboración de informes sobre propuestas normativas y de actuación con impacto económico, entre otros, en los ámbitos siguientes: telecomunicaciones, digitalización, audiovisual y sector postal, sector energético, transportes, infraestructuras, vivienda y suelo, industria, comercio y apoyo a la internacionalización, transición ecológica, ciencia e innovación, patentes, turismo y otros sectores que impacten en la productividad y competitividad de la economía como pueden ser, especialmente, aquellos que se encuadran en la denominada economía colaborativa, así como las cuestiones relacionadas con el reto demográfico, para analizar su incidencia en la política económica general. En particular, en el ámbito de las telecomunicaciones y de acuerdo con la normativa sectorial vigente, la emisión de informes preceptivos sobre la definición y análisis de mercados de comunicaciones electrónicas y la valoración de la asequibilidad de los precios incluidos en el servicio universal
12. La elaboración de informes y estudios, y el análisis de la incidencia en la política económica general de las propuestas normativas relativas a tarifas, peajes, cánones, tasas, precios regulados u otros precios del sector público con implicaciones sobre el nivel general de precios.
13. La preparación, coordinación, tramitación y supervisión de las instrucciones que, conforme al Real Decreto-ley 12/1995, de 28 de diciembre, sobre medidas urgentes en materia presupuestaria, tributaria y financiera, el Gobierno otorga al Instituto de Crédito Oficial.
14. El estudio del ciclo de vida empresarial, incluyendo las empresas de base tecnológica de nueva creación (start ups) y, cuando sea apropiado, los trabajadores autónomos. En este contexto, el análisis y propuesta de actuaciones para reducir obstáculos regulatorios al crecimiento de la empresa y las limitaciones en materia de financiación empresarial, sin perjuicio de las competencias al respecto de la Secretaría General del Tesoro y Financiación Internacional y de la Secretaría de Estado de Industria.
15. El estudio y fomento de la mejora de la regulación económica, en particular en el sector servicios y en aquellos sectores que se encuadran en la economía colaborativa, y el seguimiento y participación en iniciativas europeas e internacionales relacionadas con la mejora de la regulación económica.
16. Las de la secretaría de la Conferencia Sectorial para la Mejora Regulatoria y el Clima de Negocios.
17. El análisis, fomento y propuesta de iniciativas de reducción o eliminación de barreras a la unidad de mercado y al acceso y al ejercicio de las actividades económicas. Asimismo, el ejercicio de las funciones de Secretaría para la Unidad de Mercado prevista en la Ley 20/2013, de 9 de diciembre, de garantía de la unidad de mercado, incluyendo la gestión del Observatorio de Buenas Prácticas Regulatorias.
18. El apoyo al análisis y evaluación de las ayudas de estado desde el punto de vista de la normativa europea en el ámbito del Ministerio de Economía, Comercio y Empresa especialmente en relación con los Marcos Temporales de ayudas de la Comisión Europea.
19. La valoración de las concentraciones económicas, de acuerdo con lo dispuesto en la Ley 15/2007, de 3 de julio, de Defensa de la Competencia.
20. La elaboración de las propuestas normativas en materia de defensa de la competencia y seguimiento de iniciativas internacionales en la materia.
21. La representación del Reino de España en las instancias de la Unión Europea en las que se trata la regulación europea, y su desarrollo, en materia de competencia, incluyendo ayudas públicas, en el marco del mercado interior, sin perjuicio de las funciones atribuidas a la Comisión Nacional de los Mercados y la Competencia y de las funciones de coordinación asumidas por el Ministerio de Asuntos Exteriores, Unión Europea y Cooperación.
22. Las propias de la Autoridad Nacional de Coordinación del Instrumento de Apoyo Técnico de la Unión Europea.

## Estructura
De la Dirección General dependen los siguientes órganos:
- La Subdirección General para la Secretaría Técnica de la Comisión Delegada del Gobierno para Asuntos Económicos, que asume las funciones señaladas en los puntos 2, 4 y 5 en su ámbito de competencias, y 3 del apartado anterior
- La Subdirección General de Políticas Sociales y Capital Humano, que asume las funciones atribuidas en los puntos 1, 2, 4, 5 y 14 en sus áreas de competencia, y 6 a 9 del apartado anterior.
- La Subdirección General de Análisis Sectorial, que asume las funciones atribuidas en los puntos 1, 2, 4, 5 y 14 en sus áreas de competencia, y 10 a 13 del apartado anterior.
- La Subdirección General de Mejora de la Regulación, Apoyo a la Empresa y Competencia, que asume las funciones atribuidas en los puntos 1, 2, 4 y 5 en sus áreas de competencia, y 15 a 22 del apartado anterior.

## Instituto para la Evaluación de Políticas Públicas
El Instituto para la Evaluación de Políticas Públicas (IEPP) es un órgano de la Administración General del Estado, dependiente del Ministerio de Economía, Comercio y Empresa, a través de la Dirección General de Política Económica. Tiene rango de subdirección general.
El Instituto se encarga de la evaluación de las políticas públicas y de los planes y programas cuya evaluación se le encomiende, en coordinación con los departamentos ministeriales; del fomento de la cultura de evaluación de las políticas públicas; de la formulación y difusión de metodologías de evaluación; y de aquellas funciones previstas en la Ley 27/2022, de 20 de diciembre, de institucionalización de la evaluación de políticas públicas en la Administración General del Estado, en los términos de la Disposición Transitoria Única de la misma.

## Directores generales
Para ver la lista de directores generales, véase el artículo Historia de los ministerios de Economía de España.